# Porcellium conspersum
Porcellium conspersum är en kräftdjursart som först beskrevs av Koch 1841. Enligt Catalogue of Life ingår Porcellium conspersum i släktet Porcellium och familjen Trachelipodidae, men enligt Dyntaxa är tillhörigheten istället släktet Porcellium och familjen Porcellionidae. Arten har ej påträffats i Sverige. Inga underarter finns listade i Catalogue of Life.